# さわやかトゥデイ
『さわやかトゥデイ』は、1987年9月28日から1989年9月29日にテレビ朝日で放送された早朝の情報番組（関東ローカル）。

## 概略
放送当時、NHKも含めた在京テレビ局の中で、最も早い時刻にスタートする生放送の番組だった。この番組は「健康」を番組の主軸に置いていた点が特徴。番組冒頭で「今日の天気」、「今日の予定」が紹介されるが、番組本編には天気予報やニュースなどのコーナーはなかった。
識者による健康についての講義（事前収録）や、食生活についての情報が番組前半から中盤にかけて構成されており、番組後半では「おはようフィットネス」と題した「タオル体操」のコーナーが設けられていた。途中からは番組オープニングにも「起き抜けで出来る簡単な体操」を紹介するコーナーが設けられた。
関東地区では開始当時、5時30分のこの番組から8時30分の「やじうまワイド」終了までを、『朝ワイド』という一つの3時間番組枠（コンプレックス枠）としていた。そのため、スタジオセットは、直後番組となる「モーニングセンサー」、そのあとに続く「やじうまワイド」とデザインを合わせ、ほぼ共通のセットで放送されていた。

## 放送時間・出演者
- 放送時間

月-金曜 5:30 - 6:00（30分、関東ローカル）
- 司会

玉利かおる（1987年9月28日 - 1988年9月）
園田ひさみ（1988年10月 - 1989年9月29日）
小澤幹雄（1988年10月 - 1989年9月29日）司会が玉利から園田に代わる際、小澤もこの番組の進行役として参加。園田との2人MCで進行していた。
- おはようフィットネス

今西鴻絵（講師、日本体育協会公認トレーナー）

## BGM
- 谷山浩子『遺跡散歩』（オープニングで使用）
- 大貫妙子『ベジタブル』（オープニングで使用）